# Ramón Allende Padín
Ramón Allèn Padín, el «Vermell» (Valparaíso, 19 de març de 1845 - Santiago, 14 d'octubre de 1884) fou un metge i polític xilè, diputat i senador pel Partit Radical, avi del president de la República Salvador Allende Gossens.
Era fill de José Gregorio Allèn Garcés i Salomé Padín Ruiz. Va estudiar al Liceu de Valparaíso i a l'Institut Nacional. De la Universitat de Xile es graduà de mèdic-cirurgià el 1865. El 1869 es va casar amb Eugenia Castro del Fiero. Va ser membre de la Facultat de Medicina des de 1864. Va afiliar-se a Valparaíso com metge al Tercer Cos de Bombers de 1869 a 1873, en tornar a Santiago va fer el mateix a la Segunda Compañia, on va ser estimat pel seu compromís i «noble filantropia». Va ser president del Consell d'Higiene Pública (desembre de 1879 - novembre de 1880).
Va fer la carrera a l'Orde Maçònic, centre de la pugna liberal amb l'Església. Va ser iniciat l'any 1864, a Valparaíso. Va fundar allí l'escola Blas Cuevas, la primera escola laica a Xile. Va redactar un compendi d'ètica sense base religiosa. És considerat el «fundador pòstum» de la Societat «Escuelas de la Igualdad» perquè va morir abans l'hora de poder veure nàixer el seu projecte.
Va tenir una vasta clientela de pobres, als quals no cobrava i encara lliurava fàrmacs, aliments i roba, a per compte propi. Va presidir la Societat Mèdica de Santiago des de 1876 fins a 1879. Electe diputat per Santiago (1876-1879), i Copiapó i Caldera (1879-1882). Senador suplent per la Regió d'Atacama (1882-1888).
Durant la Guerra del Pacífic (1879-1883) va abandonar el seu escó com a diputat de la República, i va marxar al capdavant com cap del recent establert servei d'ambulàncies. Una ambulància era un hospital volant, desarmable, de vint llits, amb un equip de cirurgians i infermers, i el material quirúrgic adequat. Se'l considera el fundador del Comand de Sanitat de l'Exèrcit de Xile. El 1884 va ser elegit Gran Mestre de la Gran Lògia de Xile, càrrec en el qual va morir uns pocs mesos després, víctima de la diabetis.
Les seves restes van ser transportades al Cementiri General de Santiago, amb un vehicle bomba vestit de dol després d'un funeral «grandiós pel nombre de presents i la profusió de flors i corones». Reposa al Mausoleu Francisco Javier Muñoz.